# Egyptian Grammar: Being an Introduction to the Study of Hieroglyphs
Egyptian Grammar: Being an Introduction to the Study of Hieroglyphs foi escrito por Alan Gardiner e publicado pela primeira vez em 1927, na cidade de Londres, pela Clarendon Press. Foi reimpresso várias vezes desde então. Sua terceira edição, publicada em 1957, é a versão mais utilizada para o assunto.
Por meio de uma série de trinta e três lições, o livro oferece uma visão consideravelmente ampla da linguagem e do sistema de escrita do Antigo Egito. O foco do livro é a linguagem literária do Império Médio. A criação do livro resultou no desenvolvimento de uma tipografia hieroglífica precisa e detalhada, a Lista de Sinais de Gardiner. É considerado, ainda hoje, o livro mais minucioso existente de língua egípcia, embora desenvolvimentos subsequentes tenham suplantado diversos aspectos da compreensão de Gardiner acerca da gramática egípcia, sobretudo no que diz respeito ao sistema verbal.

## Edições
- Primeira edição (1927) OL 6703756M
- Segunda edição (1950) OL 6071866M
- Terceira edição (1957) ISBN 9780900416354